# Graulinster
Graulinster (luxemburgisch Grolënsterⓘ) ist eine Ortschaft in der Gemeinde Junglinster im Kanton Grevenmacher im Großherzogtum Luxemburg.

## Lage
Graulinster liegt nordöstlich von Junglinster. Durch den Ort verläuft die Europastraße 29. Nachbarorte sind Blumenthal im Westen, Rippig und Beidweiler im Osten und Junglinster im Süden.

## Allgemeines
Graulinster ist ein ländlich geprägter Ort, umgeben von Wäldern und Wiesen. 